# Madeleine Wickham
Madeleine Wickham, írói álnevén Sophie Kinsella 1969. december 12-én, Londonban született. Zenét tanult a New College-ban (Oxford), de egy év után áttért politikára, filozófiára és közgazdaságtanra. Tanárként és mint a pénzügyi újságíró dolgozott. Férjezett, férje operaénekes volt, akinek előadásain zongorán működött közre a koncerttúrák során, amiket a Közel-Keleten és Afrikában tettek. Londonban él férjével és 3 gyermekével.
Bár 1995 óta ír, csak 2000-ben került sor arra, hogy világszerte ismertté váljon, első könyve, az Egy boltkóros naplója megjelenését követően. Számos könyve olvasható magyarul is.

## Családi élet
Angliában él férjével Henry Wickhammel, a Lockers Park Általános Iskola igazgatójával, és három fiával: Freddy-vel, Hugoval és Oscarral.

## AzEgy boltkóros naplójafilmen
Rebecca Bloomwood, az Egy boltkóros naplója című sorozat főszereplőjének karaktere világszerte 2009-ben vált ismertté, ugyanis ekkortól vetítik a Walt Disney megbízásából a könyv filmesített változatát a mozikban, Isla Fisher főszereplésével. A filmet New Yorkban és Miamiban forgatták.

## Könyveinek listája

### Magyar nyelven olvasható könyvei[2]
| Megjelenési év | Könyv címe                                                                 |
| -------------- | -------------------------------------------------------------------------- |
| 2000           | Egy boltkóros naplója (The Secret Dreamworld of a Shopaholic)              |
| 2001           | Pánik a plázában / A Boltkóros útra kel (Shopaholic Abroad)                |
| 2002           | A Boltkóros férjhez megy / A Boltkóros esküvője (Shopaholic Ties the Knot) |
| 2002           | Titkok, hazugságok / Velem alszol? (Sleeping Arrangements)                 |
| 2003           | Tudsz titkot tartani? (Can You Keep a Secret?)                             |
| 2004           | A Boltkóros és a tesója (Shopaholic & Sister)                              |
| 2005           | Kétbalkezes istennő (The Undomestic Goddess)                               |
| 2007           | A Boltkóros babát vár (Shopaholic and Baby)                                |
| 2008           | Emlékszel rám? (Remember me?)                                              |
| 2009           | Segítség, kísértet! (Twenties Girl)                                        |
| 2010           | A pöttöm boltkóros (Mini Shopaholic)                                       |
| 2011           | Tripla koktél (Cocktails for Three)                                        |
| 2012           | Csörögj rám! (I've Got Your Number)                                        |
| 2013           | Mézeshetek (Wedding Night)                                                 |
| 2014           | A boltkóros Hollywoodban (Shopaholic to the Stars)                         |
| 2015           | Hová lett Audrey? (Finding Audrey)                                         |
| 2015           | A Boltkóros és a nagy szemfényvesztés (Shopaholic to the Rescue)           |
|                |                                                                            |

### Angol nyelven olvasható könyvei[2]
| Megjelenési év | Könyv címe                                            |
| -------------- | ----------------------------------------------------- |
| 2005           | Shopaholic and Sister (magyar kiadás)                 |
| 2006           | Shopaholic Abroad (magyar kiadás)                     |
| 2006           | Shopaholic Ties the Knot (magyar kiadás)              |
| 2007           | The Secret Dreamworld of a Shopaholic (magyar kiadás) |
| 2007           | Shopaholic & Baby (magyar kiadás)                     |
| 2009           | Confession of a Shopaholic (magyar kiadás)            |
| 2010           | Mini Shopaholic (magyar kiadás)                       |

| Megjelenési év | Könyv címe             |
| -------------- | ---------------------- |
| 2003           | Can you keep a Secret? |
| 2006           | The Undomestic Goddess |
| 2008           | Remember Me?           |
| 2009           | Twenties Girl          |

| Megjelenési év | Könyv címe          |
| -------------- | ------------------- |
| 2010           | The Wedding Girl    |
| 2010           | Cocktails for Three |

## Magyarul
Legtöbb műve Sophie Kinsella írói nevén jelent meg.
- Egy boltkóros naplója; ford. Merényi Ágnes; Ulpius-ház, Bp., 2002 (Nők lapja regények)
- Madeleine Wickhamː Titkok, hazugságok; ford. Alföldi Zsófia; Lektűr, Bp., 2002
- Diplomás konyhatündér; ford. Résch Éva; Reader's Digest, Bp., 2006 (Reader's Digest válogatott könyvek)
- Tudsz titkot tartani?; ford. Béresi Csilla; Kelly, Bp., 2006
- Kétbalkezes istennő; ford. Béresi Csilla; Kelly, Bp., 2007
- Emlékszel rám?; ford. Béresi Csilla; Kelly, Bp., 2008
- Pánik a plázában; ford. Béresi Csilla; Kelly, Bp., 2008 (Mániákus vásárló sorozat)
- A boltkóros férjhez megy Becky Bloomwood kalandjai; ford. Béresi Csilla; Kelly, Bp., 2009 (Mániákus vásárló sorozat)
- Emlékszel rám?; ford. Résch Éva; Reader's Digest, Bp., 2009 (Reader's Digest válogatott könyvek)
- Egy boltkóros naplója; ford. Béresi Csilla; Kelly, Bp., 2009 (Mániákus vásárló sorozat)
- A boltkóros és a tesója; ford. Béresi Csilla; Kelly, Bp., 2010
- A boltkóros babát vár; ford. Béresi Csilla; Kelly, Bp., 2010 (Mániákus vásárló sorozat)
- Velem alszol?; ford. Stier Ágnes; Kelly, Bp., 2011
- Madeleine Wickhamː Tripla koktél; ford. Stier Ági; Kelly, Bp., 2011
- A pöttöm boltkóros; ford. Stier Ágnes; Kelly, Bp., 2011
- Segítség, kísértet!; ford. Béresi Csilla; Kelly, Bp., 2011
- Csörögj rám!; ford. Illés Róbert; Kelly, Bp., 2012
- Mézeshetek; ford. Béresi Csilla; Libri, Bp., 2013
- Hová lett Audrey?; ford. Pritz Péter; Libri, Bp., 2015
- A boltkóros útra kel; ford. Béresi Csilla; Libri, Bp., 2015
- A boltkóros Hollywoodban; ford. Béresi Csilla; Libri, Bp., 2015
- A boltkóros esküvője; ford. Béresi Csilla; 2. jav. kiad.; Libri, Bp., 2016
- Csörögj rám!; ford. Zsámboki Péter; Tarsago, Bp., 2016 (Reader's Digest válogatott könyvek)
- A boltkóros és a tesója; ford. Béresi Csilla; 2. jav. kiad.; Libri, Bp., 2016
- A boltkóros és a nagy szemfényvesztés; ford. Béresi Csilla; Libri, Bp., 2017
- Nem annyira tökéletes életem; ford. Szabó Olimpia; Tarsago, Bp., 2018 (Reader's Digest válogatott könyvek)
- Segítség, kísértet!; ford. Szabó Olimpia; Tarsago, Bp., 2019 (Reader's Digest válogatott könyvek)
- Kiégve; ford. Bíró Krisztina; Könyvmolyképző, Szeged, 2024 (Arany pöttyös könyvek)

## Fordítás
- Ez a szócikk részben vagy egészben  a   Sophie_Kinsella című angol Wikipédia-szócikk fordításán alapul.  Az eredeti cikk szerkesztőit annak laptörténete sorolja fel. Ez a jelzés csupán a megfogalmazás eredetét és a szerzői jogokat jelzi, nem szolgál a cikkben szereplő információk forrásmegjelöléseként.